# Аэропорт Лос-Анджелеса
«Аэропорт Лос-Анджелеса» (англ. LA X) — сдвоённая премьерная серия шестого сезона американского приключенческого телесериала «Остаться в живых». Включает в себя 104-ю и 105-ю серии в общем счёте. Показана на канале ABC в США 2 февраля 2010 года. На Первом канале в России — 7 февраля. Мировая премьера первой части LA X состоялась 30 января на пляже Вайкики острова Оаху, Гавайи, в рамках мероприятия Sunset on the Beach.

## Сюжет
В первой серии сезона раскрывается новый способ повествования в сериале, заключающийся в чередовании сцен из обычной и так называемой альтернативной реальности, возникшей после взрыва в серии «The Incident».

### Альтернативная реальность
В альтернативной реальности рейс 815 не терпит катастрофу на Острове, пассажиры ощущают лишь несколько толчков. На самолёте, в отличие от оригинального полёта, находится Десмонд, но отсутствует Шеннон, которая, по словам Буна, решила остаться в Австралии с бойфрендом. Так же, как и в обычной реальности, Чарли отправился принять дозу в туалет, однако в этот раз ему стало плохо, потому что он попытался спрятать пакетик с героином под языком. Саид выбивает дверь, и Джек приводит Чарли в чувство, после чего того арестовывают. Кейт вновь летит в наручниках под присмотром пристава, а Хёрли снова богат, однако не проклят. Самолёт благополучно приземляется в Лос-Анджелесе, и все пассажиры покидают борт.
Остров в этой реальности покоится на дне морском, вместе с Дхармавиллем, звуковым ограждением и остатками от четырёхпалой статуи.
В аэропорту Джеку сообщают, что был потерян гроб с телом его отца. Джек явно расстроен. Он ходит взад и вперед, разговаривает по сотовому телефону со своей матерью, говоря, что похороны отменяются.
Джин и Сун пытаются пройти таможню, но чиновники озадачены из-за их незнания английского языка. Они находят часы, которые перевозит Джин, и, будучи не в состоянии понять, что это деловой подарок, продолжают обыскивать его сумку. Находя мешочек, содержащий стеки незадекларированных наличных денег, агент Смэлли уводит Джина для того, чтобы подвергнуть его полному досмотру. А другая женщина советует Сун, если она немного знает английский язык, помочь решить недоразумение с их вещами, но Сун говорит, что не понимает.
После нам опять показывают Джека. Он сидит в небольшом зале ожидания и встречает Локка. Они начинают разговаривать, Джек жалуется, что был потерян гроб с его отцом, Локк в утешение говорит, что потерял чемодан с кучей ножей. По-видимому, в благодарность за услышанное Джек обращает внимание на то, что Локк инвалид, и спрашивает его об этом. «Моя болезнь неизлечима», — говорит Локк. «Нет ничего невозможного», — отвечает Джек. Он предлагает ему бесплатную консультацию, даёт свою визитную карточку.
Тем временем Кейт говорит приставу Эдварду Марсу, что ей нужно в туалет, сидя в кабинке, она пытается снять наручники с помощью ручки, которую она стащила ещё в салоне самолёта из кармана Джека во время их столкновения у уборной. Когда пристав обнаруживает пружину от ручки возле кабины, он требует, чтобы она вышла, но Кейт вышибает дверь, сбивая с ног Эдварда, ударяя о раковину. Он теряет сознание. Кейт убегает с оружием Марса, но замечена двумя женщинами, которые выходят из уборной и просят о помощи, поскольку Кейт говорит им, что он попытался напасть на неё. Кейт заходит в лифт, где встречает Сойера. Он замечает на её запястьях наручники, несмотря на попытку Кейт прикрыть их. Двое из службы безопасности аэропорта заходят в лифт и по рации им объявляют о возникшей проблеме. Сойер предполагает, что Кейт вовлечена в это, и когда в следующий раз лифт открывается, Сойер держит дверь и говорит: «Сперва леди» так, чтобы Кейт могла уйти прежде, чем сотрудники службы безопасности поймут, кого они ищут. Выходя из лифта к выдаче багажа, Кейт замечает служащих аэропорта, ищущих нападавшего на маршала. Кейт крадётся туда, где её не могут увидеть сотрудники службы безопасности. Оттуда Кейт выбегает наружу и пытается взять такси. Нил «Фрогурт» говорит ей, что на такси стоит очередь, и Кейт встаёт в очередь позади Хёрли. В результате она прыгает в чье-то такси. А водитель такси говорит, что у него уже есть пассажир, но Кейт наводит пистолет на него и приказывает ехать. На сидении около Кейт оказывается Клер Литтлтон.

### 2007 год
После Инцидента первой в себя приходит Кейт. К ней подходит Майлз, и вместе они обнаруживают лежащих без сознания Джека и Сойера. Кейт смотрит на Сойера, но всё же подбегает к Джеку. На месте шахты они обнаруживают котлован, как после взрыва бункера Дезмондом - они вернулись в настоящее, чуть позже момента смерти Джейкоба. Сойер обвиняет Джека в гибели Джульет. В это время к ним прибегает Джин, оставивший Хёрли с раненым Саидом. Сойер по-прежнему пытается наброситься на Джека, когда все слышат раздающиеся из-под груды металла стоны и понимают, что Джульет ещё жива. Пока остальные пытаются спасти Джульет, к Хёрли подходит Джейкоб и сообщает, что умер час назад. Джейкоб советует ему отнести Саида в Храм и не забыть прихватить с собой гитарный кейс. Общими усилиями Джульет извлечена из-под обломков, но она тяжело ранена. Не успев сказать своих последних слов, Джульет умирает. Они целуются в последний раз, Сойер берёт её бездыханное тело на руки и говорит, обращаясь к Джеку: «Ты сделал это».
После убийства Джейкоба Бен по просьбе лже-Локка выходит из помещения под четырёхпалой ступнёй и говорит Ричарду, что Локк хочет его увидеть. Ричард отводит Бена к телу Локка. Несмотря на несогласие Иланы и Ричарда, Брэм решает убить врага Джейкоба, принявшего облик Локка, с парой добровольцев. Однако их пули не нанесли тому никакого видимого вреда, сам же Локк, превратившись в дымового монстра, убил их всех.
Сойер остаётся похоронить Джульет. Он отказывается от помощи Кейт и просит помочь Майлза. С его помощью он смог последний раз поговорить с ней. Майлз передает Сойеру слова Джульет: «Сработало». Хёрли, Джин, Джек и Кейт отнесли Саида к Храму, где их сначала чуть не расстреляли Другие. Хёрли отдал им гитарный футляр. В нём был деревянный анкх, внутри которого была записка от Джейкоба с указанием имён пришедших. После этого Другие согласились помочь. Саида окунули в целительный источник, который был чем-то загрязнён незадолго до этого. Загрязнённый источник не помог Саиду, он умер. В разговоре с Другими Хёрли упомянул, что Джейкоб убит. Тогда они объявили тревогу, отправили сигнальную ракету той части Других, которая находилась у остатков статуи, закрылись в Храме, насыпав вокруг него дорожку из пепла.
Человек в чёрном, в обличье Локка, говорит с Беном насчёт Джона и заявляет, что хочет вернуться домой. Выйдя из жилища Джейкоба, он подходит к Ричарду и говорит: «Приятно видеть тебя без цепей». Ричард узнал его, и тогда самозванец вырубил советника Других. Сказав, что все его разочаровали, он понёс Ричарда в джунгли.
Другой по имени Леннон, который переводил слова главного в Храме — Догена, хочет поговорить с Джеком наедине, но тот отказывается. Начинается драка, и в этот момент приходит в себя Саид…

## Создание

### Кастинг
Актёр Доминик Монаган вернулся в роли Чарли после 30 эпизодов отсутствия. Иэн Сомерхолдер также вернулся после своего последнего появления в серии «Разоблачение», а также Элизабет Митчелл вновь сыграла Джульет Бёрк. К второстепенным персонажам, вернувшимся в этой серии, относятся: школьный учитель Лесли Арцт (Дэниел Робук), пассажир рейса 815 Нил (Шон Уэйлен), стюардесса Синди Чендлер (Кимберли Джозеф), дантист Бернард Нэдлер (Сэм Андерсон), его жена Роуз Нэдлер (Л. Скотт Колдуэлл), таинственный лидер Других Джейкоб (Марк Пеллегрино), пристав Эдвард Марс (Фредрик Лене), пассажир рейса 316 Брэм (Брэд Уильям Хэнке), а также дети-сироты Зак (Микки Гро) и Эмма (Кирстен Хэвлок). Кроме этого, Грег Гранберг кратко сыграл роль пилота рейса 815 Сета Норриса, озвучив его в этой серии. Было запланировано появление Мэгги Грейс в роли Шеннон, но актриса не смогла сняться из-за своего напряжённого графика съёмок.

## Реакция
Эпизод «Аэропорт Лос-Анжелеса» собрал у экранов 12,1 миллионов зрителей во время первого показа в США, на 12% больше, чем премьера предыдущего сезона сериала.
Премьера шестого сезона сериала была тепло встречена критиками: так, согласно сайту Metacritic, среди профессиональных обозревателей средний рейтинг серии составил 89/100. Ноэл Мюррей из AV Club поставил эпизоду оценку «A-», указав, что он «получился действительно мощным, полным событий и пугающих тайн», а также «отлично устанавливает параллель между двумя временными линиями». Обозреватель Time Джеймс Понивозик также похвалил новый способ повествования: по его мнению, после просмотра остается только «ждать следующей недели», поскольку возникает слишком много возможностей для дальнейшего развития сюжета». Критик Los Angeles Times Эмили ВанДерВефф в своей положительной рецензии подчеркнула, что в центре сериала снова стоит «история о группе людей, в ход жизни которых вверглись силы за гранью их понимания». Крис Каработт из IGN оценил «Аэропорт Лос-Анжелеса» на 9,2 баллов из 10, отметив, что «начало шестого сезона, полное волнительных моментов, сюрпризов и сильных персонажей, вышло фантастическим». Сотрудники IGN позже поставили данную серию на 27-е место из 113 эпизодов «Остаться в живых».